# Еконофизика
Еконофизика jе интердисциплинарна истраживачка област у којој се статистичка физика примењује за решавање проблема у економији и финансијама. Еконофизика као научна дисциплина повезује економију, физику и друштвене науке.
Настанак еконофизике везана је за комплексност финансијских инструмената и потребом за њиховим моделирањем, док се интерагајући системи и понашање кореланисаних променљивих могу директно представити у статистичкој физици. Иако је веза између физике и економије дугорочна, еконофизика се формирала деведесетих година прошлог века када је велики број физичара запошљен на Вол стриту и у водећим европским банкама и финансијским институцијама и започело се са систематским изучавањем финансијских података из угла физике.
Најважнији досадашњи резултат добијен у еконофизици је oбјашњење "fat-tail" расподела.